# Cyclisme aux Jeux du Commonwealth de 2018
Navigation
Édition précédente Édition suivante
Les épreuves de cyclisme des Jeux du Commonwealth de 2018 se déroulent du 5 au 14 avril 2018 sur la Gold Coast, en Australie. 26 épreuves dans quatre disciplines sont au programme : le cyclisme sur route, le cyclisme sur piste, le VTT et le paracyclisme (sur piste).

## Programme
26 épreuves figurent au programme de cette compétition.
| H | Séries/qualifications | ¼ | Quarts de finale | ½ | Demi-finales | F | Finale |

| Épreuve↓/Date →           | Mar 10 | Mer 11 | Jeu 12 | Ven 13 | Sam 14 |
| ------------------------- | ------ | ------ | ------ | ------ | ------ |
| Cyclisme sur route        |        |        |        |        |        |
| Hommes - course en ligne  |        |        |        |        | F      |
| Hommes - contre-la-montre | F      |        |        |        |        |
| Femmes - course en ligne  |        |        |        |        | F      |
| Femmes - contre-la-montre | F      |        |        |        |        |
| VTT                       |        |        |        |        |        |
| Hommes - cross-country    |        |        | F      |        |        |
| Femmes - cross-country    |        |        | F      |        |        |

| Épreuve↓/Date →                | Jeu 5 | Jeu 5 | Jeu 5 | Jeu 5 | Ven 6 | Ven 6 | Ven 6 | Ven 6 | Sam 7 | Sam 7 | Sam 7 | Sam 7 | Dim 8 | Dim 8 | Dim 8 | Dim 8 |
| ------------------------------ | ----- | ----- | ----- | ----- | ----- | ----- | ----- | ----- | ----- | ----- | ----- | ----- | ----- | ----- | ----- | ----- |
| Cyclisme sur piste             |       |       |       |       |       |       |       |       |       |       |       |       |       |       |       |       |
| Hommes - kilomètre             |       |       |       |       |       |       |       |       |       |       |       |       | F     | F     | F     | F     |
| Hommes - keirin                |       |       |       |       | H     | H     | ½     | F     |       |       |       |       |       |       |       |       |
| Hommes - vitesse               |       |       |       |       |       |       |       |       | H     | ¼     | ½     | F     |       |       |       |       |
| Hommes - vitesse par équipes   | Q     | Q     | F     | F     |       |       |       |       |       |       |       |       |       |       |       |       |
| Hommes - poursuite             |       |       |       |       | Q     | Q     | F     | F     |       |       |       |       |       |       |       |       |
| Hommes - poursuite par équipes | Q     | Q     | F     | F     |       |       |       |       |       |       |       |       |       |       |       |       |
| Hommes - course aux points     |       |       |       |       |       |       |       |       |       |       |       |       | H     | H     | F     | F     |
| Hommes - scratch               |       |       |       |       |       |       |       |       | H     | H     | F     | F     |       |       |       |       |
| Femmes - 500 mètres            |       |       |       |       |       |       |       |       | F     | F     | F     | F     |       |       |       |       |
| Femmes - keirin                |       |       |       |       |       |       |       |       |       |       |       |       | H     | H     | ½     | F     |
| Femmes - vitesse               |       |       |       |       | H     | ¼     | ½     | F     |       |       |       |       |       |       |       |       |
| Femmes - vitesse par équipes   | Q     | Q     | F     | F     |       |       |       |       |       |       |       |       |       |       |       |       |
| Femmes - poursuite             |       |       |       |       | Q     | Q     | F     | F     |       |       |       |       |       |       |       |       |
| Femmes - poursuite par équipes | Q     | Q     | F     | F     |       |       |       |       |       |       |       |       |       |       |       |       |
| Femmes - course aux points     |       |       |       |       |       |       |       |       | H     | H     | F     | F     |       |       |       |       |
| Femmes - scratch               |       |       |       |       |       |       |       |       |       |       |       |       | H     | H     | F     | F     |
| Paracyclisme                   |       |       |       |       |       |       |       |       |       |       |       |       |       |       |       |       |
| Hommes - tandem kilomètre B    | F     | F     | F     | F     |       |       |       |       |       |       |       |       |       |       |       |       |
| Hommes - tandem vitesse B      |       |       |       |       |       |       |       |       | Q     | H     | F     | F     |       |       |       |       |
| Femmes - tandem kilomètre B    |       |       |       |       |       |       |       |       | F     | F     | F     | F     |       |       |       |       |
| Femmes - tandem vitesse B      | Q     | Q     | F     | F     |       |       |       |       |       |       |       |       |       |       |       |       |

## Nations participantes

### Route
- Anguilla (5)
- Antigua-et-Barbuda (2)
- Australie (12)
- Bahamas (2)
- Belize (4)
- Canada (10)
- Îles Caïmans (1)
- Chypre (2)
- Dominique (1)
- Angleterre (13)
- Ghana (3)
- Gibraltar (3)
- Guernesey (7)
- Île de Man (8)
- Jamaïque (1)
- Jersey (6)
- Kenya (4)
- Lesotho (1)
- Malte (2)
- Maurice (6)
- Mozambique (1)
- Namibie (6)
- Nouvelle-Zélande (13)
- Irlande du Nord (7)
- Rwanda (8)
- Saint-Vincent-et-les-Grenadines (2)
- Écosse (8)
- Seychelles (3)
- Sierra Leone (2)
- Afrique du Sud (5)
- Sri Lanka (2)
- Swaziland (3)
- Ouganda (2)
- Pays de Galles (12)

### Piste
- Antigua-et-Barbuda (1)
- Australie (19)
- Barbade (1)
- Canada (15)
- Angleterre (15)
- Inde (9)
- Île de Man (2)
- Jamaïque (1)
- Malaisie (13)
- Nouvelle-Zélande (20)
- Irlande du Nord (7)
- Écosse (9)
- Seychelles (3)
- Singapour (1)
- Afrique du Sud (10)
- Trinité-et-Tobago (4)
- Pays de Galles (16)

### VTT
- Australie (2)
- Bermudes (1)
- Canada (3)
- Chypre (2)
- Angleterre (3)
- Guernesey (3)
- Île de Man (1)
- Jersey (2)
- Lesotho (3)
- Namibie (2)
- Nouvelle-Zélande (4)
- Irlande du Nord (2)
- Écosse (2)
- Afrique du Sud (3)
- Pays de Galles (1)

### Paracyclisme (piste)
- Australie (2)
- Angleterre (1)
- Ghana (1)
- Malaisie (1)
- Écosse (2)
- Pays de Galles (1)

## Podiums

### Cyclisme sur route
| Compétitions masculines |                 |                  |                 |
| Course en ligne         | Steele Von Hoff | Jon Mould        | Clint Hendricks |
| Contre-la-montre        | Cameron Meyer   | Harry Tanfield   | Hamish Bond     |
| Compétitions féminines  |                 |                  |                 |
| Course en ligne         | Chloe Hosking   | Georgia Williams | Danielle Rowe   |
| Contre-la-montre        | Katrin Garfoot  | Linda Villumsen  | Hayley Simmonds |

### Cyclisme sur piste
(q) : indique un coureur qui n'a pas participé à la finale mais uniquement au tour qualificatif
| Épreuves                | Or                                                                                    | Or                  | Argent                                                                      | Argent         | Bronze                                                                         | Bronze         |
| ----------------------- | ------------------------------------------------------------------------------------- | ------------------- | --------------------------------------------------------------------------- | -------------- | ------------------------------------------------------------------------------ | -------------- |
| Compétitions masculines |                                                                                       |                     |                                                                             |                |                                                                                |                |
| Kilomètre               | Matthew Glaetzer                                                                      | 59 s 340 (GR)       | Edward Dawkins                                                              | 59 s 928       | Callum Skinner                                                                 | 1 min 01 s 083 |
| Keirin                  | Matthew Glaetzer                                                                      |                     | Lewis Oliva                                                                 |                | Edward Dawkins                                                                 |                |
| Vitesse individuelle    | Sam Webster                                                                           |                     | Jack Carlin                                                                 |                | Jacob Schmid                                                                   |                |
| Vitesse par équipes     | Nouvelle-Zélande Ethan Mitchell Sam Webster Edward Dawkins                            | 42 s 877            | Angleterre Ryan Owens Joseph Truman Philip Hindes                           | 43 s 547       | Australie Nathan Hart Jacob Schmid Patrick Constable Matthew Glaetzer (q)      | 43 s 645       |
| Poursuite individuelle  | Charlie Tanfield                                                                      | 4 min 15 s 952      | John Archibald                                                              | 4 min 16 s 656 | Dylan Kennett                                                                  | 4 min 18 s 373 |
| Poursuite par équipes   | Australie Alexander Porter Sam Welsford Leigh Howard Kelland O'Brien Jordan Kerby (q) | 3 min 49 s 804 (RM) | Angleterre Oliver Wood Kian Emadi Charlie Tanfield Ethan Hayter             | 3 min 55 s 310 | Canada Michael Foley Jay Lamoureux Derek Gee Aidan Caves Adam Jamieson (q)     | 4 min 00 s 440 |
| Course aux points       | Mark Stewart                                                                          |                     | Campbell Stewart                                                            |                | Ethan Hayter                                                                   |                |
| Scratch                 | Sam Welsford                                                                          |                     | Campbell Stewart                                                            |                | Christopher Latham                                                             |                |
| Compétitions féminines  |                                                                                       |                     |                                                                             |                |                                                                                |                |
| 500 mètres              | Kaarle McCulloch                                                                      | 33 s 583            | Stephanie Morton                                                            | 33 s 619       | Emma Cumming                                                                   | 34 s 230       |
| Keirin                  | Stephanie Morton                                                                      |                     | Kaarle McCulloch                                                            |                | Natasha Hansen                                                                 |                |
| Vitesse individuelle    | Stephanie Morton                                                                      |                     | Natasha Hansen                                                              |                | Kaarle McCulloch                                                               |                |
| Vitesse par équipes     | Australie Kaarle McCulloch Stephanie Morton                                           | 32 s 488            | Nouvelle-Zélande Natasha Hansen Emma Cumming                                | 33 s 115       | Angleterre Lauren Bate Katy Marchant                                           | 33 s 893       |
| Poursuite individuelle  | Katie Archibald                                                                       | 3 min 26 s 088      | Rebecca Wiasak                                                              | 3 min 27 s 548 | Annette Edmondson                                                              | 3 min 30 s 922 |
| Poursuite par équipes   | Australie Alexandra Manly Annette Edmondson Ashlee Ankudinoff Amy Cure                | 4 min 15 s 214      | Nouvelle-Zélande Kirstie James Rushlee Buchanan Racquel Sheath Bryony Botha |                | Canada Allison Beveridge Annie Foreman-Mackey Ariane Bonhomme Stephanie Roorda | 4 min 21 s 493 |
| Course aux points       | Elinor Barker                                                                         |                     | Katie Archibald                                                             |                | Neah Evans                                                                     |                |
| Scratch                 | Amy Cure                                                                              |                     | Neah Evans                                                                  |                | Emily Kay                                                                      |                |

### VTT
| Compétition masculine |             |               |               |
| Cross-country         | Samuel Gaze | Anton Cooper  | Alan Hatherly |
| Compétition féminine  |             |               |               |
| Cross-country         | Annie Last  | Evie Richards | Haley Smith   |

### Handisport
| Compétitions masculines |                                                  |                                                   |                                                 |                             |                             |                             |                             |
| Kilomètre B (tandem)    | Écosse Neil Fachie Matthew Rotherham (pilote)    | Pays de Galles James Ball Peter Mitchell (pilote) | Australie Brad Henderson Thomas Clarke (pilote) |                             |                             |                             |                             |
| Vitesse B (tandem)      | Écosse Neil Fachie Matthew Rotherham (pilote)    | Pays de Galles James Ball Peter Mitchell (pilote) | Australie Brad Henderson Thomas Clarke (pilote) |                             |                             |                             |                             |
| Compétitions féminines  |                                                  |                                                   |                                                 |                             |                             |                             |                             |
| Kilomètre B (tandem)    | Angleterre Sophie Thornhill Helen Scott (pilote) | Pas de médailles attribuées                       | Pas de médailles attribuées                     | Pas de médailles attribuées | Pas de médailles attribuées | Pas de médailles attribuées | Pas de médailles attribuées |
| Vitesse B (tandem)      | Angleterre Sophie Thornhill Helen Scott (pilote) | Pas de médailles attribuées                       | Pas de médailles attribuées                     | Pas de médailles attribuées | Pas de médailles attribuées | Pas de médailles attribuées | Pas de médailles attribuées |

## Tableau des médailles
| Rang  | Nation           | Or | Argent | Bronze | Total |
| ----- | ---------------- | -- | ------ | ------ | ----- |
| 1     | Australie        | 14 | 3      | 6      | 23    |
| 2     | Angleterre       | 4  | 4      | 5      | 13    |
| 3     | Écosse           | 4  | 4      | 2      | 10    |
| 4     | Nouvelle-Zélande | 3  | 9      | 5      | 17    |
| 5     | Pays de Galles   | 1  | 4      | 1      | 6     |
| 6     | Canada           | 0  | 0      | 3      | 3     |
| 7     | Afrique du Sud   | 0  | 0      | 2      | 2     |
| Total | Total            | 26 | 24     | 24     | 74    |